# Лох-Крю

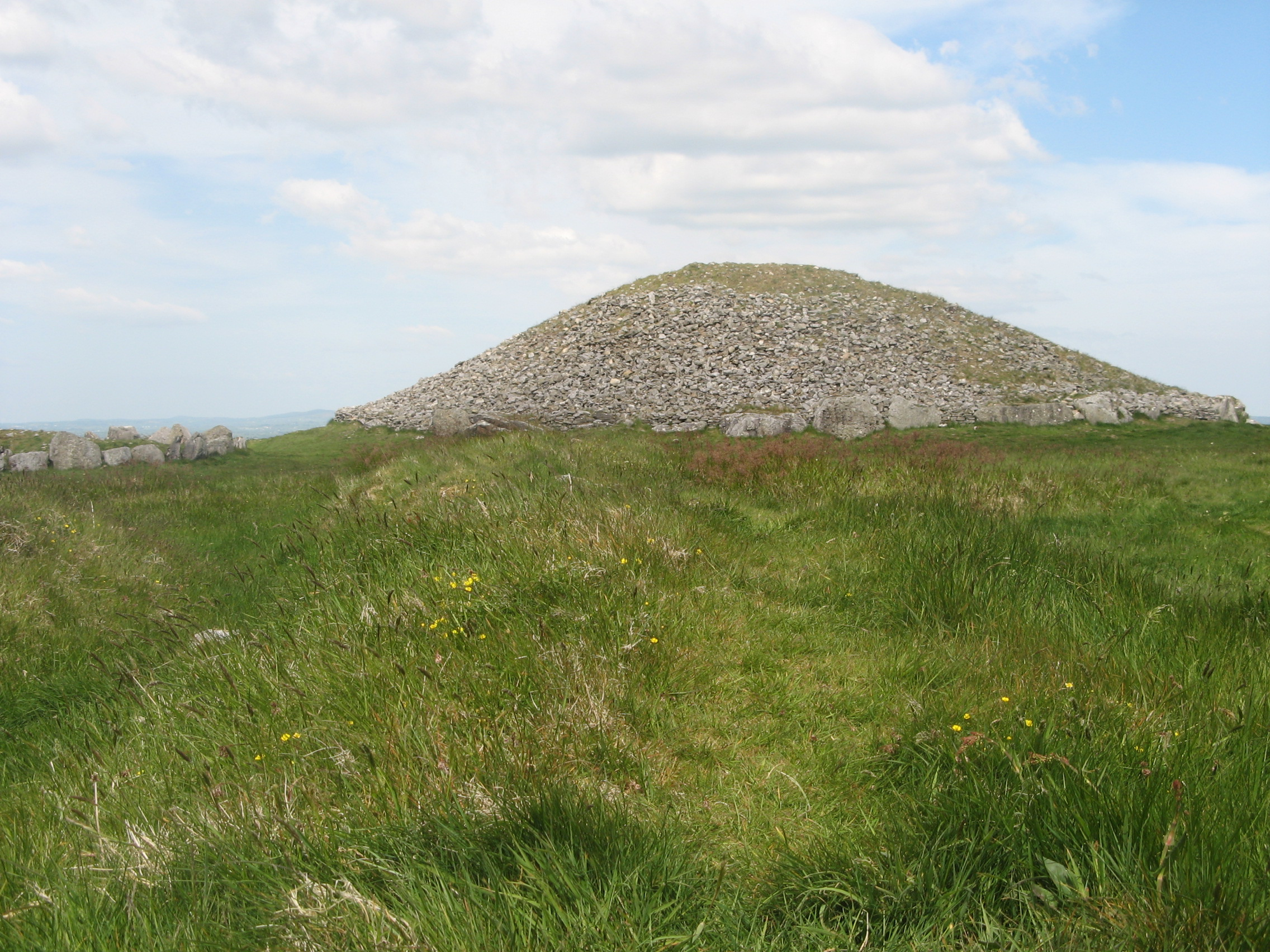
Каирн T

Лох-Крю (Лохкрю), англ. Loughcrew/Lough Crew на возвышенности Слив-на-Калли, ирл. Sliabh na Caillighe, букв. «холм ведьмы» — комплекс (некрополь) мегалитических коридорных гробниц на одноимённой гряде холмов в графстве Мит. Сохранились останки 25 гробниц, в некоторых имеются образцы мегалитического искусства — резные изображения на камнях. Является национальным памятником Ирландии.
Каирны данного некрополя условно подразделяются на три группы, каждая из которых расположена на отдельном холме.
- «Carnbane West», наиболее плотная по застройке группа, состоящая из 13 памятников, в том числе каирнов G, K и L.
- «Carnbane East», включает 10 каирнов, в том числе крупный и хорошо сохранившийся каирн T.
- «Patrickstown», наименьшая группа, включает 5 памятников.

Каирн G — бескамерный. Каирны K и T — дольмены с боковыми камерами, образцами которых также являются Уэст-Кеннетская гробница или ряд мегалитов в Морбиане (Бретань), как, например, Мане-Кериавал. По бокам от центрального коридора обычно находятся 2, 4 или 6 симметричных, относительно закрытых боковых камер. Потолок каирна обычно выполнен в виде ступенчатого свода. Внутри каирна K находится менгир.
В каирнах L и T, которые в настоящее время ограждены сетчатой оградой с воротами, найдены крупные хорошо сохранившиеся выбитые на камнях символические изображения. Прочие каирны сильно пострадали от дождевой эрозии, и многие изображения в них едва распознаются.
Некрополь возник в конце 3 тысячелетия до н. э. Многие из гробниц были раскопаны любителями в начале XX века, при этом обнаружено множество артефактов. При раскопках каирна H в 1943 г. были обнаружены костные изделия в стиле латенской культуры.
Посещение обоих охраняемых каирнов в настоящее время возможно лишь по предварительной записи.